# Socoma
Socoma et Socoma 2 (aussi appelé Socoma Soudri), sont deux quartiers résidentiels populaires situé à l'ouest de la ville de Marrakech, au nord-ouest de l’Aéroport de Marrakech-Ménara. Ils sont voisins des quartiers de Douar Iziki et Azli.
Il s'agit de nouveaux quartiers bâtis pour l'essentiel au milieu des années 1990 à 9 kilomètres du centre-ville. Ils font partie des banlieues ouest de la « ville ocre » relevant administrativement de l'arrondissement Ménara.

## Transports
Socoma est desservi par les lignes de bus suivantes :
- L66 (Socoma - Place Jemaa el-Fna)
- L21 M'hamid - Hay Hassani